# Sacrum Non Profanum
Sacrum Non Profanum to międzynarodowy festiwal muzyczny, realizowany nieprzerwanie od 2005 roku przez Pomorskie Stowarzyszenie Instrumentalistów Academia. Festiwal od 2010 roku promował szczególnie polską muzykę współczesną poprzez wybór jednego z kompozytorów polskich na patrona kolejnych jego edycji.

## Program
Program każdej odsłony Sacrum Non Profanum promuje przede wszystkim polską muzykę współczesną. W 2010 roku z okazji 200 rocznicy urodziny Fryderyka Chopina można było podziwiać jego twórczość w Trzęsaczu. W kolejnych latach byli to: Marek Jasiński, Henryk Mikołaj Górecki, Krzysztof Panderecki, Wojciech Kilar, Karol Szymanowski, Witold Lutosławski, Andrzej Panufnik, Ignacy Jan Paderewski i Stanisław Moniuszko.

## Lokalizacja
Festiwal Międzynarodowy Sacrum Non Profanum od swojego początku w 2005 roku zyskał charakter międzynarodowy, przenosząc swoją działalność między różnymi znaczącymi miejscami na mapie Polski oraz świata. Inauguracyjna edycja festiwalu odbyła się w malowniczym Trzęsaczu nad Bałtykiem, miejscu o bogatej historii i unikalnym krajobrazie, co stanowiło inspirujące tło dla wydarzeń muzycznych.
Z czasem, główne wydarzenia festiwalu zaczęły być organizowane także w Szczecinie, co pozwoliło na lepsze wykorzystanie lokalnych obiektów kultury i zwiększenie dostępności festiwalu dla międzynarodowej publiczności. Szczecin, z jego kulturalnymi instytucjami i salami koncertowymi, stał się jednym z kluczowych miast w historii festiwalu.
Ponadto, festiwal rozszerzył swoją działalność o inne miasta i miejscowości zarówno w Polsce, jak i za granicą, w tym Berlin, Nowy Jork, Lwów, Świnoujście, Heringsdorf, Międzyzdroje, Łobez oraz Pustkowie. W każdym z tych miejsc, Sacrum Non Profanum starało się nawiązywać do lokalnych tradycji muzycznych, jednocześnie wprowadzając elementy nowoczesności i międzynarodowej współpracy.
Szczególnie znacząca była obecność festiwalu w Nowym Jorku, gdzie w słynnych salach Carnegie Hall i Lincoln Center prezentowano dzieła Fryderyka Chopina. To międzynarodowe rozszerzenie pozwoliło festiwalowi na osiągnięcie globalnego zasięgu i przyciągnięcie artystów oraz publiczności z całego świata.

## Historia
2005-2009: Wczesne lata. Festiwal Sacrum Non Profanum został zainaugurowany w 2005 roku w Trzęsaczu, rozwijając swoją działalność w kolejnych latach także w Szczecinie, Berlinie, a także w Nowym Jorku, Lwowie, Świnoujściu, Heringsdorfie, Międzyzdrojach, Łobzie i nadmorskim Pustkowiu. Od początku swojej działalności, festiwal zyskał międzynarodowe uznanie, prezentując szeroką gamę dzieł od muzyki kameralnej po symfoniczną i operową.
2010: Edycja poświęcona Fryderykowi Chopinowi. Z okazji 200. rocznicy urodzin Fryderyka Chopina, festiwal w 2010 roku skupił się na promowaniu jego twórczości. Po letniej edycji festiwalu, program przeniesiono do Nowego Jorku, gdzie w Carnegie Hall i Lincoln Center wystąpiła m.in. Olga Kern i Adam Makowicz z Orkiestrą Academia pod dyrekcją Bohdana Boguszewskiego.
2013: Edycja z Krzysztofem Pendereckim. W 2013 roku, festiwal gościł Krzysztofa Pendereckiego, który wysłuchał wykonania jednej ze swoich ostatnich kompozycji "Powiało na mnie morze snów – pieśni zadumy i nostalgii". Wydarzenie to potwierdziło międzynarodowy charakter festiwalu oraz jego znaczenie w promocji polskiej muzyki współczesnej.
2017: Edycja z Andrzejem Panufnikiem. W roku 2017  Lady Camilla Panufnik po wysłuchaniu m.in. Uwertury tragicznej, Koncertu skrzypcowego i Symfonii Sacra, dziękowała pisząc w liście: "…jestem niezwykle wzruszona, że mogłam tak wiele wysłuchać muzyki mojego męża Sir Andrzeja Panufnika w jakże wspaniałych wykonaniach na najwyższym międzynarodowym poziomie…”. W 2017 roku, festiwal odniósł międzynarodowy sukces, również dzięki jego ukraińskiej edycji, podczas której prezentowane były dzieła Karola Szymanowskiego i Wojciecha Kilara.
2020: Hołd dla św. Jana Pawła II. Edycja z 2020 roku była dedykowana 100. rocznicy urodzin św. Jana Pawła II, z wykonaniem utworów polskich kompozytorów dedykowanych papieżowi.
2022: Protest przeciwko agresji na Ukrainę. W odpowiedzi na agresję Rosji wobec Ukrainy, XVIII edycja festiwalu zawierała koncert muzyki ukraińskiej jako manifest międzynarodowej solidarności i protest przeciwko wojnie.

## Film dokumentalny o festiwalu
Leszek Szopa, reżyser znany z twórczości dokumentalnej, zrealizował film zatytułowany „Dziesięciu wspaniałych czyli od Trzęsacza do Carnegie Hall i Lincoln Center w Nowym Jorku”, który stanowi istotny element historii festiwalu. Ten film dokumentuje poszczególne edycje Międzynarodowego Festiwalu Muzycznego Sacrum Non Profanum, skupiając się na życiu i twórczości kompozytorów, którzy pełnili rolę patronów poszczególnych edycji festiwalu. Wśród nich znaleźli się m.in. Fryderyk Chopin, Stanisław Moniuszko, Ignacy J. Paderewski, Karol Szymanowski, Witold Lutosławski, Andrzej Panufnik, Henryk M. Górecki, Wojciech Kilar, Marek Jasiński i Krzysztof Penderecki. Leszek Szopa w swoim filmie wspaniale uchwycił nie tylko artystyczną pracę uczestników festiwalu, ale także zaangażowanie organizatorów, w tym kierownika artystycznego Bohdana Boguszewskiego, który był nieodłączną postacią od początku istnienia festiwalu. „Dziesięciu wspaniałych” stanowi niezwykle wartościowy dokument dla miłośników muzyki klasycznej, inspirując do zgłębiania dorobku polskich kompozytorów. Po emisji filmu, Leszek Szopa otrzymał liczne gratulacje za swoją pracę, przyczyniając się do promocji polskiej kultury muzycznej na arenie międzynarodowej.